# Air Antwerp
Air Antwerp — упразднённая бельгийская авиакомпания, базировавшаяся в аэропорту Антверпена.

## История
Авиакомпания была основана в мае 2019 года. Принадлежала ирландскому перевозчику CityJet и голландскому KLM (75 % и 25 % соответственно), после приобретения CItyJet голландским магистралом 100 % собственности Air Antwerp перешло к KLМ.
В начале августа авиакомпания получила лицензию и разрешение на полёты. Первый рейс авиакомпании состоялся 9 сентября 2019 года
Air Antwerp выполняла регулярные рейсы между Антверпеном и Лондоном (аэропорт Лондон-Сити). Основная часть билетов продавалась через каналы KLM.
В октябре 2019 года Air Antwerp вступила в Европейскую ассоциацию региональных авиакомпаний.
В мае 2021 года голландский флагман KLM получил все акции авиакомпании CityJet. В это же время Air Antwerp сообщила о предстоящей продаже единственного лайнера, находившегося на хранении, и об отсутствии планов по восстановлению регулярной маршрутной сети. В следующем месяце Air Antwerp объявила о завершении всей операционной деятельности.

## Флот
Флот авиакомпании состоял из одного самолёта Fokker 50.

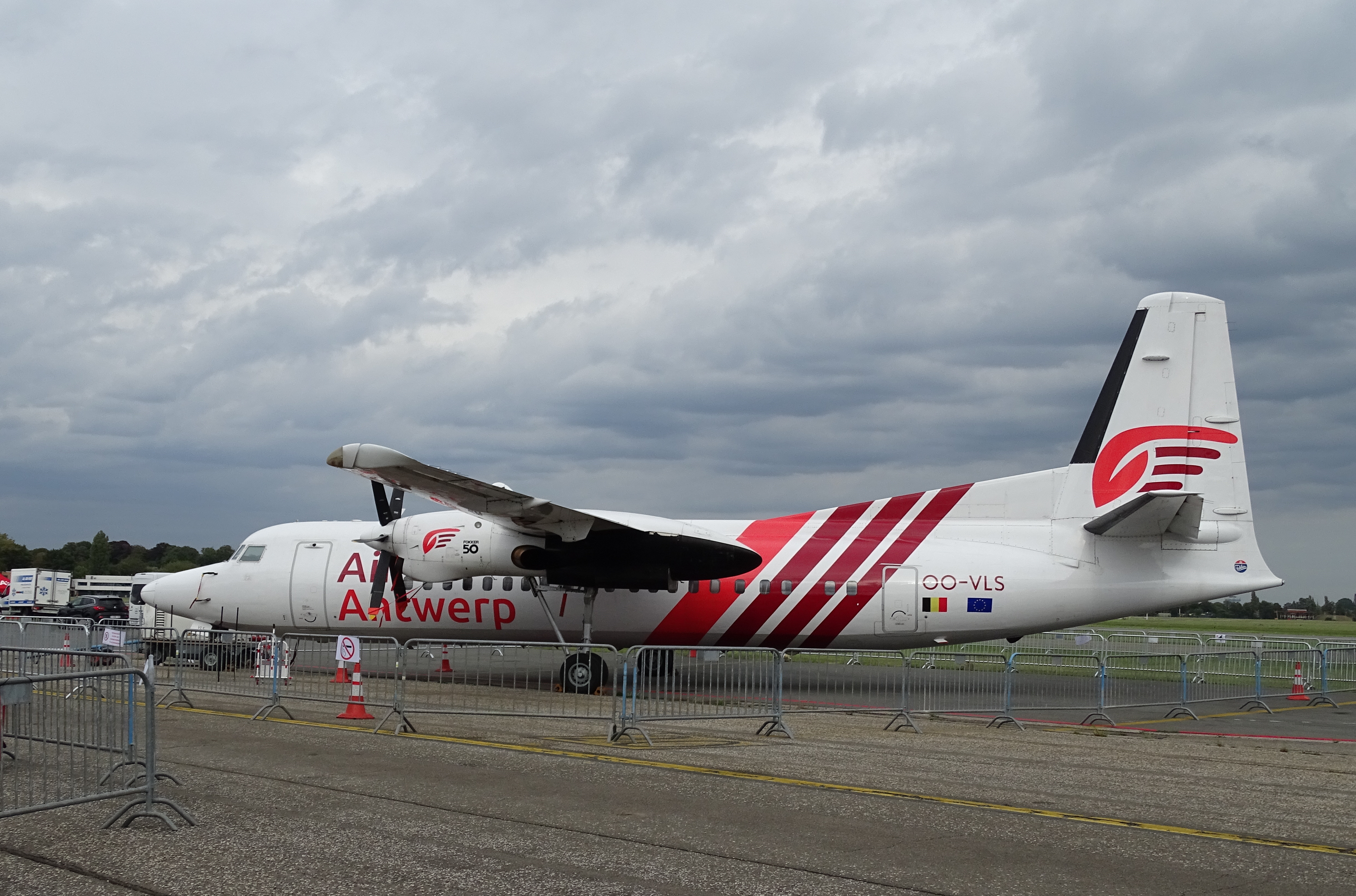
Самолёт Fokker 50 (OO-VLS) в  аэропорту Антверпена
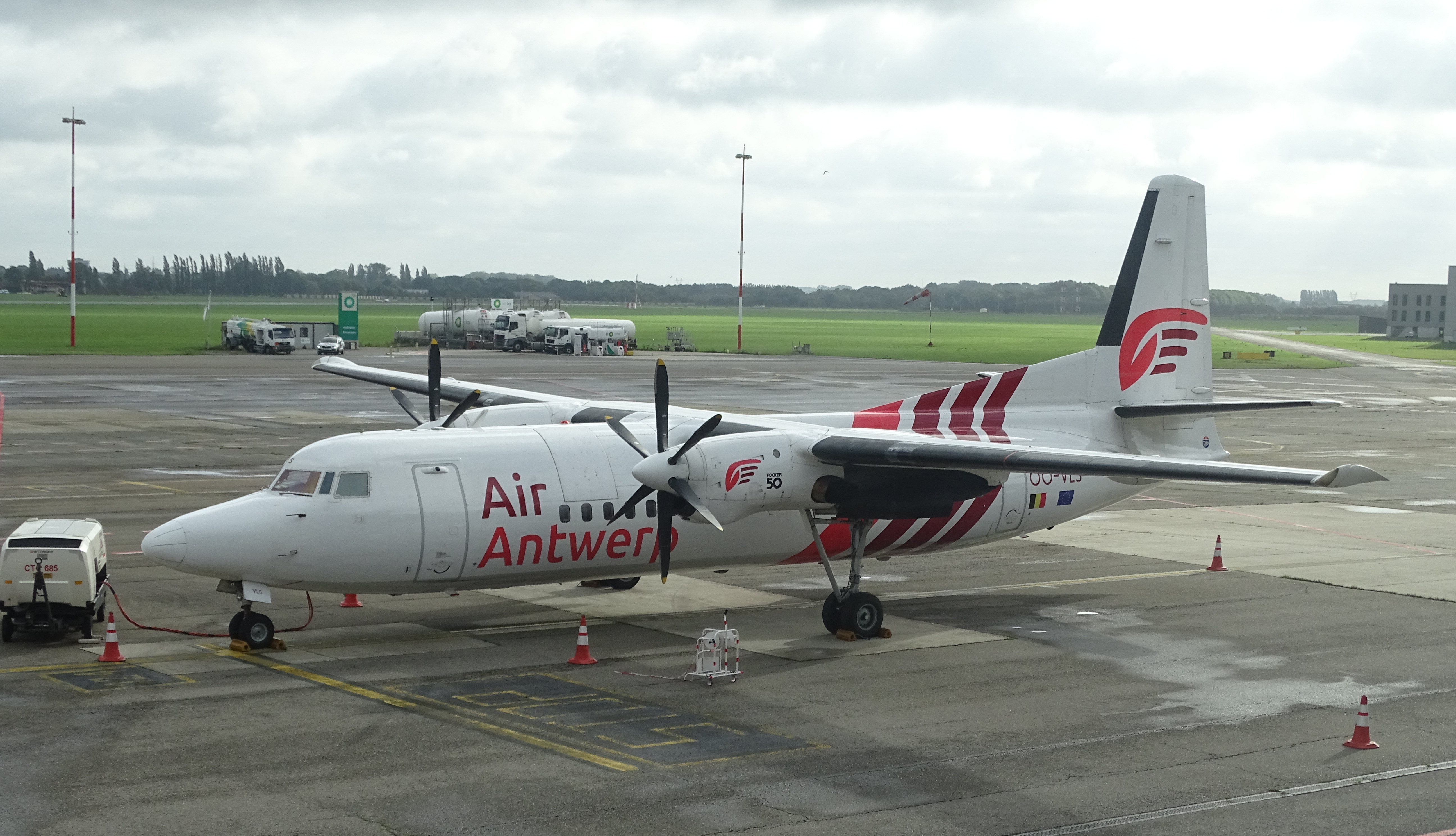
Самолёт Fokker 50 (OO-VLS) в  аэропорту Антверпена